# ترولانس
ترولانس (به لاتین: Trøllanes) یک زیستگاه انسانی در جزایر فارو است که در Kalsoy واقع شده‌است.

## خصوصیات
ترولانس ۲۷ نفر جمعیت دارد.